# خسروجرد
خُسروجِرد (خُسروگِرد)، روستایی است از توابع بخش مرکزی شهرستان سبزوار استان خراسان رضوی ایران است. 

## پیشینه

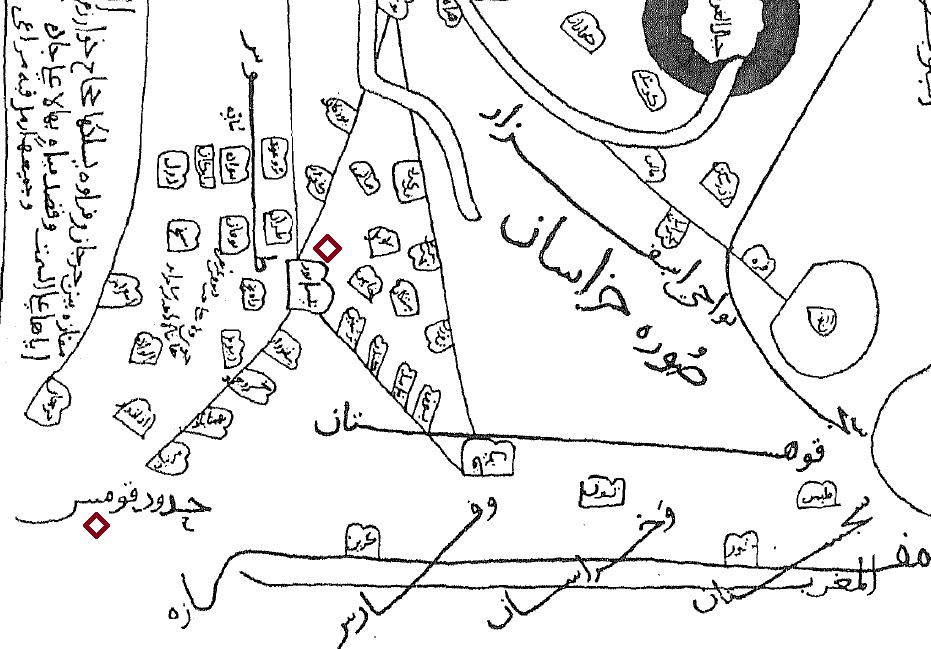
نام خسروجرد بر روی نقشه ابن حوقل در كتاب صورة الارض در قرن چهارم هجری

خسروجرد شهری باستانی در ولایت بیهق بوده است. خسروجرد در دوره های مختلف تاریخی مرکز ولایت بیهق بوده و در کتب تاریخی نامش ذکر شده است.
شمس‌الدین مقدسی جغرافی‌دان قرن چهارم در توصیف ربع نیشابور مینویسد:
نام قصبه ایرانشهر است و شهرهایش: ریوند ، خوجان ، سابزوار (ساندوان)، خسروجرد، آزاذوار ، اسفراین ، طرثیث ، بوزجان است. 

## آثار تاریخی
- مناره خسروگرد

## جمعیت
این روستا در دهستان قصبه غربی قرار داشته و بر اساس سرشماری سال ۱۳۸۵ جمعیت آن ۱٬۳۲۵ نفر (۴۲۱ خانوار)
بوده است.